# Noferkauhór
Noferkauhór Huihapi az ókori egyiptomi VIII. dinasztia egyik uralkodója volt, az első átmeneti kor idején. Dinasztiájának tizenhatodik, utolsó előtti uralkodója volt, Memphisz és környéke fölött uralkodott, valamivel több, mint két évig. A korszak uralkodóihoz képest viszonylag sok említése ismert: nyolc, töredékesen fennmaradt dekrétuma maradt fenn.

## Említései
Noferkauhór neve az 55. helyen szerepel a XIX. dinasztia idején, jó 900 évvel az első átmeneti kor után összeállított abüdoszi királylistán. A torinói királylista sérült azon a helyen, ahol Noferkauhór neve következne (az 5. oszlop 12. soránál), de uralkodásának hosszát megőrizte: 2 év, 1 hónap, 1 nap.

### Noferkauhór dekrétumai
A Min koptoszi templomában talált, töredékesen fennmaradt dekrétumok közül összesen nyolc tulajdonítható Noferkauhórnak. Ebből négy, mészkősztélére írt dekrétumot Edward Harkness 1914-ben a Metropolitan Művészeti Múzeumnak adományozott, ahol jelenleg a 103-as galériában állítják ki őket. A nyolc dekrétumból hetet ugyanazon a napon adott ki a király, uralkodása első évében, talán trónra lépése napján. Érdekes módon ezt a napot „a Két Föld egyesítésének napjaként” nevezi meg.
Az első dekrétumban Noferkauhór címeket adományoz legidősebb lányának, Nebetnek, akinek férje Semai vezír volt. Nebet mellé egy Heredni nevű testőrt is kinevez, a katonák parancsnokát. Emellett elrendeli egy szent bárka építését egy „Két Hatalom” néven említett istenség (talán Hórusz és Min összevont alakja) számára.
A második, jobb állapotban fennmaradt dekrétum Semai fia, Idi kinevezéséről szól Felső-Egyiptom kormányzójává. Idi ettől fogva Egyiptom hét legdélebbi nomoszáért felelt, Elephantinétól Hutszehemig:
Hórusz Netjerbau. Lepecsételtetett magának a királynak a jelenlétében peret évszak második havának 20. napján. Királyi dekrétum a nemesember, a [papok elöl]járója, Idi számára: kinevezlek nemesemberré, Felső-Egyiptom kormányzójává, a papok elöljárójává ugyanitt, Felső-Egyiptomban, amely a te fennhatóságod [alatt] van délen Núbiáig, északon a Szisztrum nomoszig; nemesemberként, a papok elöljárójaként, a fennhatóságod alá tartozó városok kormányzóinak feletteseként atyád, az isteni atya, az isten által kedvelt, az örökös herceg, a [piramisváros] polgármestere, a főbíró, a vezír, a király levéltárainak őre, [a nemesember, Felső-Egyiptom kormányzója, a papok elöljárója, Semai] helyébe. Senki [nem emelhet szót ez ellen] (…)

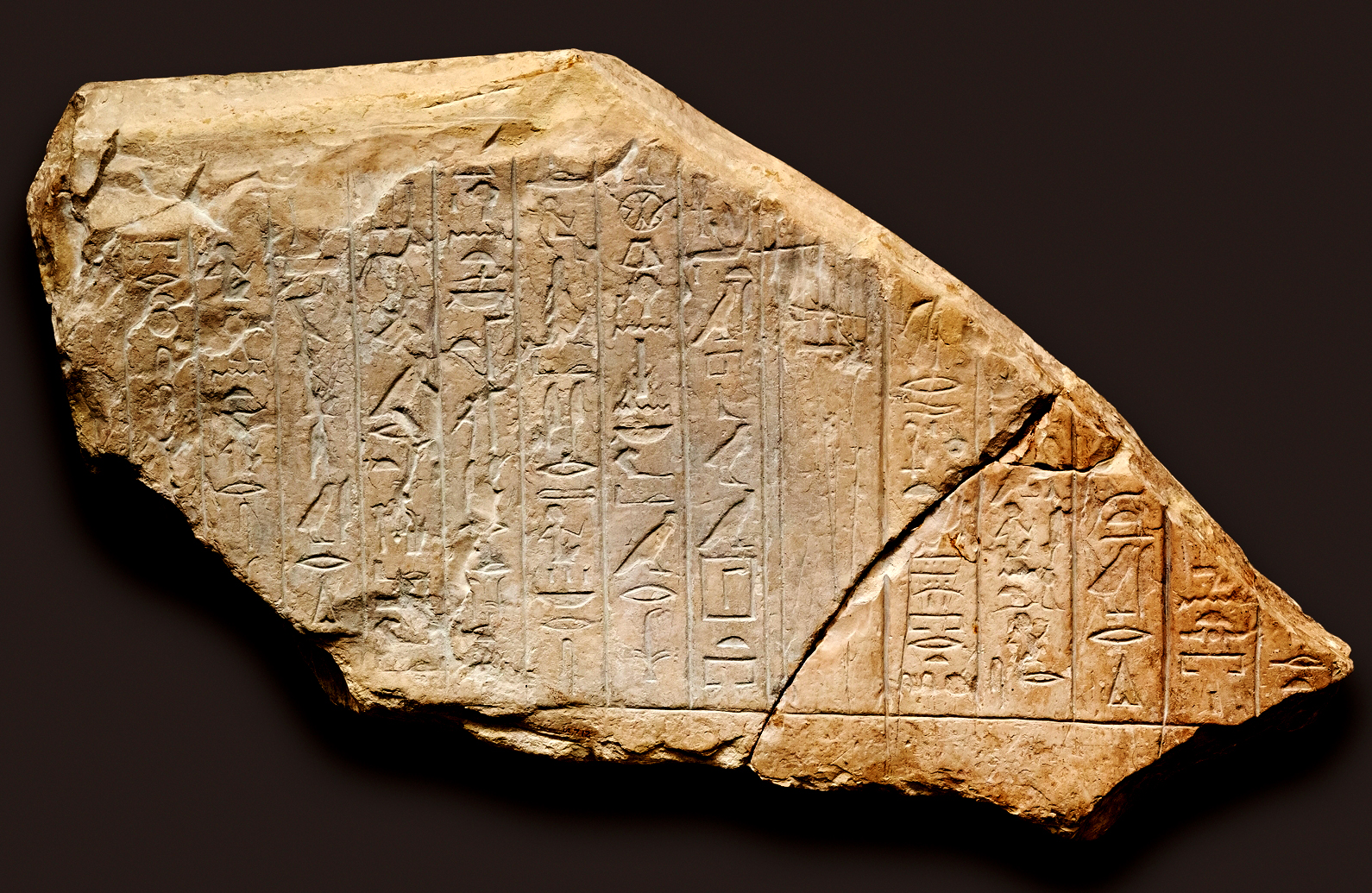
A koptoszi dekrétumok P és Q töredékei. A szöveg címzettje Idi és fivére. Metropolitan Művészeti Múzeum, New York (Acc. No. 14.7.12)

A harmadik és negyedik dekrétum részben maradt csak fenn, egyetlen töredéken. A szöveg arról tudósít, hogy Noferkauhór kinevezte Idi fivérét egy pozícióba Min templomában, és talán Idit is értesíti erről. Erről derül ki, miért Min templomából kerültek elő a dekrétumok:
[Felségem parancsa, hogy tedd közzé ennek a dekrétumnak] szavait Min templomának kapujánál [Koptoszban, örök] időkre. Ezzel kapcsolatban elküldtem a király egyetlen társát, Hemi fia Antefet. Lepecsételtetett magának a királynak a jelenlétében a Két Föld egyesítésének évében, peret évszak második havának 20. napján.
A többi dekrétum témája papok kinevezése Nebet és Semai halotti kápolnáiba, valamint leltár készítésének elrendelése Min templomának tulajdontárgyairól.

### Egyéb említései
A dekrétumokon kívül Noferkauhórt említi Semai vezír sírjának két felirata is. Ezek az első uralkodási évben, semu évszak negyedik havának második napján készültek. A feliratok beszámolnak arról, hogy követ hoztak a Vádi Hammamátból (Koptosz az ide induló expedíciók kiindulópontja volt). A szöveg részben elpusztult, de úgy tűnik, arról számolt be, hogy 19 napba telt. Magából a vádiból három sziklafelirat ismert, melyek arról számolnak be, hogy követ vittek innen; az egyik egy meg nem nevezett uralkodó első évére van datálva, két felirat pedig egy bizonyos Idi nevét említi. Amennyiben ugyanarról az Idiről van szó, akit a dekrétumok említenek, ezek a feliratok is Noferkauhór expedícióira utalnak.

## Név, titulatúra
A fáraók titulatúrájának magyarázatát és történetét lásd az Ötelemű titulatúra szócikkben.
| G5 |

| G5 |

| R8 | G30 |

| R8 | G30 |

| R8 | G30 |

| R8 | G30 |

| G5 |

| G5 |

| R8 | G30 |

| R8 | G30 |

| R8 | G30 |

| R8 | G30 |

| M23 | L2 |

| M23 | L2 |

| G5 | nfr | D28 · Z2 |

| G5 | nfr | D28 · Z2 |

| G5 | nfr | D28 · Z2 |

| G5 | nfr | D28 · Z2 |

| G5 | nfr | D28 · Z2 |

| G5 | nfr | D28 · Z2 |

| G5 | nfr | D28 · Z2 |

| G5 | nfr | D28 · Z2 |

| M23 | L2 |

| M23 | L2 |

| G5 | nfr | D28 · Z2 |

| G5 | nfr | D28 · Z2 |

| G5 | nfr | D28 · Z2 |

| G5 | nfr | D28 · Z2 |

| G5 | nfr | D28 · Z2 |

| G5 | nfr | D28 · Z2 |

| G5 | nfr | D28 · Z2 |

| G5 | nfr | D28 · Z2 |

| G39 | N5 | \| \| |
|     |    |       |

|  |

| G39 | N5 | \| \| |
|     |    |       |

|  |

| E1 · R12 | Aa1 · G43 | Z1 · G43 |

| E1 · R12 | Aa1 · G43 | Z1 · G43 |

| E1 · R12 | Aa1 · G43 | Z1 · G43 |

| E1 · R12 | Aa1 · G43 | Z1 · G43 |

| E1 · R12 | Aa1 · G43 | Z1 · G43 |

| E1 · R12 | Aa1 · G43 | Z1 · G43 |

| E1 · R12 | Aa1 · G43 | Z1 · G43 |

| E1 · R12 | Aa1 · G43 | Z1 · G43 |

| G39 | N5 | \| \| |
|     |    |       |

|  |

| G39 | N5 | \| \| |
|     |    |       |

|  |

| E1 · R12 | Aa1 · G43 | Z1 · G43 |

| E1 · R12 | Aa1 · G43 | Z1 · G43 |

| E1 · R12 | Aa1 · G43 | Z1 · G43 |

| E1 · R12 | Aa1 · G43 | Z1 · G43 |

| E1 · R12 | Aa1 · G43 | Z1 · G43 |

| E1 · R12 | Aa1 · G43 | Z1 · G43 |

| E1 · R12 | Aa1 · G43 | Z1 · G43 |

| E1 · R12 | Aa1 · G43 | Z1 · G43 |

## Fordítás
- Ez a szócikk részben vagy egészben  a   Neferkauhor című angol Wikipédia-szócikk ezen változatának fordításán alapul.  Az eredeti cikk szerkesztőit annak laptörténete sorolja fel. Ez a jelzés csupán a megfogalmazás eredetét és a szerzői jogokat jelzi, nem szolgál a cikkben szereplő információk forrásmegjelöléseként.